# Сюань (фамилия)

Иероглиф клана Сюань

Сюань ( Xuan ) — китайская фамилия ( клан ). Вьетнамское произношение - Tuyên.
宣 - объявлять. Сюаньчэн 宣城 - окружной город пров. Аньхой.

## Известные Сюань 宣
- Сюань Цзань ( 宣贊 ) - персонаж одного из четырёх классических китайских романов "Речные заводи" ( ШуйХуЧжуань ).
- Сюань Дин  ( 宣鼎 , 1832 - 1880 )  разносторонний писатель, поэт и художник. Автор романа "Лёгкий осенний дождь" 夜雨秋灯录. Уроженец провинции Аньхой. Байцзясин